# Hidryta pardosae
Hidryta pardosae är en stekelart som beskrevs av Nishida 1982. Hidryta pardosae ingår i släktet Hidryta och familjen brokparasitsteklar. Inga underarter finns listade i Catalogue of Life.